# Diecéze Azcapotzalco
Diecéze Azcapotzalco je římskokatolická diecéze, nacházející se v Mexiku.

## Území
Diecéze zahrnuje obvod Azcapotzalco a část obvodu Gustavo A. Madero.
Biskupský sídlem je čtvrť Villa Azcapotzalco v Ciudad de México, kde se nachází hlavní chrám diecéze, Katedrála svatých apoštolů Filipa a Jakuba.
Rozděluje se do 59 farností.
Je součástí církevní provincie Mexiko.

## Historie
Diecéze byla zřízena 28. září 2019 bulou Salus populi papeže Františka z části území mexické arcidiecéze.

## Seznam biskupů
- od 2019 Adolfo Miguel Castaño Fonseca